# Waddinxveen
Waddinxveen és un municipi de la província d'Holanda del Sud, al sud dels Països Baixos. L'1 de gener del 2009 tenia 25.338 habitants repartits sobre una superfície de 29,39 km² (dels quals 1,46 km² corresponen a aigua). Limita al nord amb Rijnwoude i Boskoop, a l'oest amb Zevenhuizen-Moerkapelle, a l'est amb Reeuwijk i al sud amb Moordrecht i Gouda.

## Ajuntament (2006)
El consistori està compost de 21 regidors:
- PCW 5 regidors
- PvdA 5 regidors
- CDA 4 regidors
- VVD 4 regidors
- Weerbaar Waddinxveen 2 regidors
- D66 1 regidor

## Persones il·lustres
- Sharon den Adel (1974), cantant

## Agermanament
- Pelhřimov